# 瓦力欧制造系列
瓦力欧製造（中国大陆旧译，香港旧译，台湾旧译）是由任天堂发行的电子游戏系列。由任天堂企劃製作本部（原任天堂開發第一部和任天堂企劃開發本部）与Intelligent Systems开发，任天堂发行。该游戏的口号为“最多 最短 最快”，特点是每部作品包含了多个小游戏，大部分小游戏可以在5秒钟之内完成，而“魔头关”需要较长的时间完成，但獲勝後會贏得額外生命獎勵。

## 游戏
| 遊戲名稱                                                | 發行日期 | 发售平台              | 备注 |
| ------------------------------------------------------- | --- | --------------------- | --- |
| 《瓦力欧製造！》 WarioWare, Inc.: Mega Microgames!      | - 日本：2003年3月21日 - 北美：2003年5月21日 - 欧洲：2003年5月23日 - 中国大陆：2005年6月                                                                                    | Game Boy Advance      | 系列首作，首次简体中文化作品。 Intelligent Systems並沒有參與制作。                                      |
| 《集合！瓦力欧製造》 WarioWare, Inc.: Mega Party Games! | - 日本：2003年10月17日 - 北美：2004年5月17日 - 欧洲：2004年9月3日 | 任天堂GameCube        | 《瓦利歐製造》的GBA移植版，主打多人同樂而加入了多種多人同玩的模式。 本作起Intelligent Systems參與制作。 |
| 《转转！瓦力欧製造》 WarioWare: Twisted!                | - 日本：2004年10月14日 - 北美：2005年5月19日 - 欧洲：2005年5月23日 | Game Boy Advance      | 利用游戏卡带裡設置的特殊感應器，通过傾斜主机進行遊戲。                                                  |
| 《摸摸！瓦力欧製造》 WarioWare: Touched!                | - 日本：2004年12月2日 - ：2004年12月19日（日语版） - 北美：2005年2月14日 - 澳洲：2005年2月24日 - 欧洲：2005年3月11日 - 中国大陆：2005年7月23日 - ：2007年6月14日（韩语版） | 任天堂DS              | 活用任天堂DS的触摸屏進行遊戲。                                                                          |
| 《瓦力欧製造》 WarioWare: Smooth Moves                  | - 日本：2006年12月2日 - 欧洲：2007年1月12日 - 北美：2007年1月15日 - 澳洲：2007年1月25日 - 臺港：2008年7月12日 - ：2009年6月18日                                            | Wii                   | 利用Wii搖控器的體感操作機能進行遊戲。                                                                   |
| 《照照！瓦力欧製造》 WarioWare: Snapped!                | - 日本：2008年12月24日 - 澳洲：2009年4月2日 - 欧洲：2009年4月3日 - 北美：2009年4月5日 - 中国大陆：2010年3月11日                                                            | 任天堂DSi （DSiWare） | 利用DSi的內侧摄像头進行遊戲，內容簡約。                                                                 |
| 《老子製造》 WarioWare D.I.Y.                           | - 日本：2009年4月29日 - 北美：2010年3月28日 - 欧洲：2010年4月30日 - 澳洲：2010年5月20日                                                                                    | 任天堂DS              | 讓玩家親手製作瞬間小遊戲的作品。                                                                        |
| 《玩玩老子製造》 WarioWare: D.I.Y. Showcase.            | - 日本：2009年4月29日 - 北美：2010年3月28日 - 欧洲：2010年4月30日 - 澳洲：2010年5月20日                                                                                    | Wii （WiiWare）       | 《老子製造》的支援軟體，只有遊玩的機能。                                                                |
| 《Game & Wario》 Game & Wario                           | - 日本：2013年3月28日 - 北美：2013年6月23日 - 欧洲：2013年6月28日 - 澳洲：2013年6月29日                                                                                    | Wii U                 | 並非過往的瞬間小遊戲集，收錄了16個活用Gamepad機能的小遊戲。                                             |
| 《瓦力欧製造 豪华版》 WarioWare Gold                    | - 澳洲：2018年7月27日 - 欧洲：2018年7月28日 - 日本：2018年8月2日 - 北美：2018年8月3日                                                                                      | 任天堂3DS             | 集合了首三作的操作方式的大集合作品。瞬間小遊戲為收錄了過往作品的精選外加新作品，合共超過300個。         |
| 《分享同樂！瓦利歐製造》 WarioWare: Get It Together!    | - 全球：2021年9月10日 | 任天堂Switch          | 首次繁體中文化作品。                                                                                    |
| 《超級舞動 瓦利歐製造》 WarioWare: Move It!             | - 全球：2023年11月3日 | 任天堂Switch          | 《舞動》的續作，利用Joy-Con擺出動作進行瞬間小遊戲的作品。                                               |

## 主要角色
瓦力欧
本系列作品的主角。與《瑪利歐系列》不同地是住在現代都市風格的鑽石城中。職業是尋寶探險家，鼻子能夠嗅到數百公里內的寶物的氣味。受到遊戲《蹦羅》熱賣的新聞消息影響而建立了「瓦利歐公司」，與相熟的朋友們一起開發遊戲，每次開發出來的遊戲都大熱賣，但是瓦利歐每次都想獨吞全部收益卻每次都失敗告終。同時也是一個大花筒，《豪華版》裡為了尋寶耗錢太多結果清空了家裡的夾萬，透過搞遊戲大會賺取大量報名費後又花了不少錢買金光閃閃的燕尾服。駕駛技術由德利博和斯皮茨身上學回來，不過一直都學藝未精，此外因為體型大而腳短的關係，瓦利歐的車子和機車都由克萊格博士特別製造。
瓦力欧通常都負責第一關及最後一關，由他所擔任的關卡裡每個瞬間小遊戲均會出現瓦利歐本尊或關於他的記號，最後一關通常都會以變身型態登場。
瓦力欧超人（ワリオマン）
超級英雄造型的變身，《轉轉》裡透過進入克萊格博士的「回轉遊戲機製造機」變成，而《摸摸》則是在感冒時誤把蔓陀羅根當成蒜頭吃下後變成。在《任天堂明星大亂鬥》系列裡作為最後的絕招登場。
迷你瓦力欧（ちびワリオ）
瓦力欧收到佩妮送給他的口袋機車後立即乘上機車狂飆，卻被機車吸進去，分裂成大量迷你瓦利歐。
瓦力欧船長（キャプテンワリオ）
在鑽石鎮驚駛機車奔馳時發現了服裝店廚窗展示的海盜服裝，買下後穿上的樣子。
豪華瓦力欧（ワリオデラックス）
《豪華版》裡透過戴上尋寶得來的壼變成的形態，事實上能力與平時沒有任何變化。與外觀一樣昂貴的服飾都是花比賽裡收到的報名費買下的，雙眼看來與平時不一樣的原因是為了準備比賽事宜造成睡眼不足而充血。
吉米T.（ジミー・サング）
瓦力欧的兒時玩伴，夜間舞廳「砂糖俱樂部（クラブサトー）」的職業舞蹈員，曾經因為太醉心於舞蹈而遭女朋友拋棄，此外更是一名有氧舞蹈教練。擁有大得明顯的藍色爆炸頭，不過這其實是假髮，真正的髮型不明，有時會換成其他顏色的爆炸頭，一旦有蟲子飛進爆炸頭裡就會非常鼓燥。喜歡以手機收集短信和手機鈴聲、與及以手機短訊與別人溝通，打信息的速度很快，可以對著手機至廢寢忘食，相對地與人面對面時話題就不怎麼多。擁有吸引小貓的特性。
除了一般關卡外也會負責再編關卡，其相關角色均是再編關卡的負責角色。
吉米T. 的家庭成員
吉米T. 的家庭成員為父親（ジミーパパ）、母親（ジミーママ）、弟弟詹姆斯（ジェームズ）和妹妹洁米（ジェイミー），同樣都非常擅長跳舞，同樣都頭頂亮眼的爆炸頭（父親是類似《幸普森一族》的美枝的細長型爆炸頭，傑美則是雙馬尾型）和戴上墨鏡。弟弟詹姆斯同時喜歡電子遊戲，《摸摸》裡曾排隊購買新遊戲《36-Volt Man》。
吉米P.（ジミーP.）
只有在《舞動》登場的角色。外表與吉米T. 極度相似不過兩者未發現有任何血緣關係，外觀分別在於爆炸頭為黃色而且身穿藍色夏威夷襯衫。同樣是職業舞蹈員，隸屬日間舞廳「無糖俱樂部（クラブムトー）」，擁有與吉米T. 相似的吸引小狗的特性，興趣是滑浪。《舞動》的官網部落格裡，吉米T. 有說過自己與吉米P. 成為朋友。
莫娜（モナ）
鑽石城的女高中生，父親的雕刻藝術家而母親是在世界巡迴演出的模特兒，因此家中經常只有她一人。是一個開朗的女孩子，夢想是成為冒險家，因此有點仰慕身為尋寶探險家的瓦力欧。此外也喜歡甜點和可愛的事物，也喜歡小動物，但是同時認為毛蟲「毛茸茸很可愛」。非常喜如歡瓦利歐這種擁有古怪鼻子和鬍子的男性，甚至有她自己一套的鼻占卜。生活忙得不可開交，除了上學還會與朋友逛街和打兼職，經常都會在喬店長旗下的各種店鋪內打工，此外也是啦啦隊隊長，更曾經嘗試過組樂隊並且鋪一出道便攀上音樂流行榜第一位。擁有一台經克萊格博士改造過的速克達機車，因為莫娜經常都遲起床的關係，為免遲到會駕駛它來狂飆和使用莫娜茲，往往因此變成超速駕駛。
因為故事裡經常有不同的兼職工作和課外活動，是本系列裡形象百變的女角。
德利博（ドリブル）
在鑽石城出租車公司擔任計程車司機的巨型鬥牛犬。駕駛風格相當粗暴而且愛高速駕駛，不怎麼理會斯皮茨的指導，往往會把計程車撞壞而需要斯皮茨或克萊格博士去修理。覺得宇宙就是浪漫，不過不太清楚「科幻」的詳細定義，計程車經克萊格改裝後能夠飛往宇宙甚至裝備了炮座。曾經嘗過接載古怪乘客，例如有兩次接載美少女後發現其真身是外星人（其中一次的乘客是奧布倫）。除司機外也有擔任駕駛學校的導師（斯皮茨亦然），曾經教導過瓦利歐。意外地擅長縫紉，計程車內掛上的斯皮茨布偶正是由德利博縫製。覺得高興時耳朵會擺動，尤其在假日裡會擺得特別快。
斯皮茨（スピッツ）
同樣是計程車司機的小貓，雖然個子矮小但是牠是德利博的師兄，任何時候均坐在德利博身邊指導其駕駛技術，德利博也很尊敬牠。個性相當沉穩，駕駛技術好得可以讓乘客在車內安心睡覺，不過一旦生氣就會變得很暴燥。熱愛科幻小說，閒時會自己撰寫科幻小說，希望有朝一日能夠成為作家，也喜歡時代劇。喜歡吃雞肉，此外也愛喝熱騰騰的黑咖啡，不過因為只能逐點逐點舔的關往往要等到咖啡涼掉才能喝光。愛洗澡，一天會洗兩次澡，頭上的護眼罩其實是洗澡時用的潛水鏡。
九伏特（ナインボルト）
9歲小孩，鑽石小學的學生。很尊敬身為消防員的父親，因此經常頭戴附有射燈的安全頭盔。非常熱愛電玩遊戲，擁有從古到今各種任天堂遊戲產品收藏，相對地害怕用功讀書和數學，但是蓬蓬動議以RPG的傷害計算時卻立刻就懂。此外也是一名DJ，會把遊戲機的電子音混入音樂裡演奏。喜歡踩滑板，其滑板經過克萊格博士改造過，能夠收起滾輪並伸出噴射器作出高速浮遊滑行，經常都會因為滑得太快而把騎在其身上的毛茸茸拋了出去。
其負責的關卡全部小遊戲都和任天堂的遊戲及產品有關（九伏特的相關角色亦然），遠至花札近至任天堂Switch主機都有，不過不會出現第二廠商開發的遊戲（Intelligent Systems開發的遊戲例外）。
毛茸茸（しゃぎぃ）
九伏特於《初代》的一年前於路邊撿到，點陣圖般的外觀的小生物，只有1歲但是心智上活像一個大叔。九伏特聲稱毛茸茸是他的寵物，但是毛茸茸一直否認此說法。雖然個子很細小卻會做很多事情，例如修理機車、做蛋榚和駭程式，能夠連續潛水3天。
毛茸茸的小遊戲的限時比一小遊戲短（約3秒），講求玩家的瞬間判斷力，而且毛茸茸（或類似的生物）會在這些遊戲裡出現。沒有專屬關卡，其專屬遊戲會在其餘角色的關卡裡隨機出現，開始前會響起特別音效提醒玩家。
十八伏特（エイティーンボルト）
同樣是鑽石小學的學生，雖然擁有超過2米高的健碩身軀和一張大人臉，然而年齡只有9歲，曾經被誤以為與九伏特是父子，頭髮會以音樂CD綁起。在《轉轉》裡剛轉校到九伏特的班級，因與九伏特志同道合而成為朋友，更組成組合「27-Volt」。曾經因為爭著玩九伏特的Multi Screen，錯手將它扯開兩邊而遭九伏特割蓆絕交，後來從岩田聰店長手上買到一部新的Multi Screen賠給九伏特而和好如初。與九伏特一樣熱愛電子遊戲，擁有不及九伏特但是也不少的電子遊戲收藏。與九伏特一樣也是DJ狂熱份子，擅長唱繞舌歌，經常隨身攜帶大型收音機。喜歡蔬菜，會在自家後園種植蘿蔔和番茄。
五瓦特（ファイブワット）
九伏特的媽媽。美人一名，與丈夫的關係非常好。性格和藹可親，不過對兒子的生活規律要求很高，有時也會因此露出憤怒臉。在《Game & Wario》關卡使用靈魂出竅在觀察九伏特有沒有在睡覺，《分享同樂！瓦利歐製造》可以使用靈魂出竅來達到瞬間移動的效果。喜歡園藝，擅長料理（特別是法式蔬菜醎派），一旦其廚藝被誇獎就會連續數天煮同一道菜。和兒子一樣是一個遊戲迷，擁有相當高超的電玩技術。在《豪華版》裡為了買下電視廣告裡的平底鍋而跟著做節目裡的筋肉體操，因此獲得超級怪力。雖然和瓦利歐很相熟，但是五瓦特本人並不知道瓦利歐公司的存在。
雖然五瓦特在《轉轉》裡間接出過場，但是要到《Game & Wario》才能看到她的樣子。此外《初代》官方網頁的九伏特日記裡透露過五瓦特的生日是3月13日，是本系列唯一確認了生日日期的角色。
奧布倫（オービュロン）
公元前1年出生的外星人。為了侵略地球而在1000年前乘宇宙船降落地球，卻很像忘記了目的般在地球定居，現居於鑽石城，以自己的積蓄買了一塊土地。IQ高達300，不過日語能力仍在練習階段。擁有一艘名為「ピッグシップ」的宇宙船，經常都不幸地遇到各種交通意外。個子矮小，皮膚很光滑，一旦被摸到便會立刻以瞬間移動逃走。口味獨特，喜歡吃冷冰冰的洋芋條和辣味奶昔。
本系列裡唯一依照現實時間計算年齡的的角色（《初代》時2003歲，《超級舞動！》時2023歲）。
其負責的關卡的小遊戲主要是考驗玩家的智慧，時限約為一般小遊戲的2倍。
克萊格博士（Dr.クライゴア）
性格古怪的天才科學家，住在鑽石城海邊以外一個小島上的研究所。年齡已經過百歲，透過延命衣服讓自己保持成年人的體能，卻因為忘記包住頭皮而變成光頭。興趣是唱演歌和跳佛朗明哥舞（他將之視為運動），不過唱功和舞姿同樣非常差勁，《豪華版》裡曾經在喬的舞廳裡跳舞導致前來光顧的客人全部逃走。發明了多種高科技機械裝置，會為親友製作各種機器，瓦利歐家裡有電子產品壞掉時也會拿去找克萊格博士修理。同時對自己的製成品的外觀有嚴格要求，不合自己心意就會丟棄，甚至因此被自己遺棄的女傭機器人追殺。
麥克（マイク）
克萊格博士在空餘時間製作，以卡拉OK裝置改造而成的機器人，擁有人類般的人工智能。因為是卡拉OK機器人的關係很喜歡唱歌，曾經因為不甘於當家務機器人而自行到宇宙兔子的行星裡開演唱會，也會接受點唱，卻因為製作者是音癡的關係所以歌聲也很難聽。主要工作是打理研究所的家務，擅長製作料理（特別是潘趣酒），方法是把材料放入麥克口中後從某處地方端出成品。興趣是燃點香薰。
《摸摸》裡為了配合任天堂DS機身的麥克風而設計出來的角色，其所屬的小遊戲都是以對麥克風吹氣來進行。
佩妮（ペニー）
克萊格博士的孫女，鑽石學園的中學生。外表可愛，戴著一副圓型大眼鏡和把自然捲的頭髮綁成兩尾麻花辮，頭上附有一個內藏導彈的心型髮飾，身穿的白色實驗服可以反過來穿變成粉紅色外套。擁有非常高的科學天份，克萊格博士也期待她將來會成為科學家，不過其發明品會失控地在鑽石城四處狂飆，《舞動》裡憑著自己開發的口袋機車在科學比試裡勝過了爺爺，後來口袋機車卻誤把駕駛牠的瓦利歐吸收並變成大量迷你瓦利歐。喜歡唱歌而且歌聲與爺爺完全相反地好聽，《豪華版》裡在喬的舞廳展示歌聲後便吸引了大量顧客，相比起科學家更想成為偶像歌手，卻害怕上音樂課，曾經為此開發出讓聲線變成甜美的藥水，卻因為藥水把爺爺的肚子喝壞而作罷。
卡特（カット）
鑽石幼稚園的學生，安娜的雙胞胎姊姊，把粉紅色的頭髮綁成一個沖天炮。父親為伊賀忍者的子孫。兩姊妹也是修行中的忍者。性格活潑，喜歡到處跑跑跳跳，幼稚園內的男生沒有一個能夠追上她的腳步。喜歡動物，特別是小貓和龜，討厭不乾淨的人，因此縱使瓦利歐是鑽石幼園的畢業生，卡特也顯得不喜歡他。養有數隻擁有忍術能力的寵物，分別為小鷹「ハヤト」、狛犬「ポンきち」和猴子「ムサシ」。擅長劍術，能夠利用劍術給自己和安娜理髮，兩姊妹各擁有一把克萊格博士製作的高科技刀。兩姊妹的食量均非常驚人，曾經錯把大胃王試驗當成忍術試驗去應考，結果及格。
安娜（アナ）
同樣是鑽石幼稚園的學生，卡特的雙胞胎妹妹，頭髮為橙色且綁成兩個沖天炮，瀏海沒有剪齊（因為安娜不容許卡特碰她的瀏海）。性格相對於卡特而言比較文靜，喜歡花朵（特別是波斯菊），討厭鬼怪，覺得瓦利歐很可怕而顯得不喜歡這個前輩。體能雖然不及卡特但是也相當高，與卡特相當合拍，擅長變身之術，無論是人還是花朵也能變出來。
艾希莉（アシュリー）
遠離父母住在鑽石城的恐怖大宅裡的魔女之雛。特徵是黑色的巨大雙馬尾，憤怒或使用大魔法時頭髮會變成白色。性格陰沉而且沉默寡言還會咋舌，經常會把小紅魔當作發洩工具。不懂如何與人相處，實際上內心相當寂莫，很想結交朋友，在《豪華版》裡開始有破冰的表現。與趣與凡人完全不一樣，喜歡恐怖的事物，討厭糖果和可愛的裙子。身為見習魔女的她會在大宅內練習各種魔法和煮魔法藥水，魔法成功率為40%。頗喜歡吃東西而且口味很獨特，食量意外地大。
造型非常可愛，是本系列裡人氣最高的角色，任天堂3DS裡有數個以她為主題的背景主題，《豪華版》裡更收錄了以她為主角的小遊戲《アシュリーのパンプキンパニック》。即使在遊戲內也有暗示她擁有不少人氣；她的主題曲的歌詞稱她為「世界第一人氣者」，《豪華版》裡有咖啡廳東主在電話裡聲稱其店鋪放置了艾希莉的布偶後吸引了不少顧客，並表示現正收購各款艾希莉相關產品。因其人氣之高而擁有不少客串的機會；在《任天堂明星大亂鬥》裡擔任輔助角色、《超級瑪利歐製作大師》裡擔任其中一款瑪利歐變裝、《バッジとれ～るセンター》經常都會推出新的艾希莉造型徽章（其餘擁有此待遇的角色還有《動物森友會》系列的西施惠和《悄悄互動日記》的妮琪）、《大合奏!バンドブラザーズP》更曾經推出特別漫畫，展示了芭芭拉聘請了艾希莉上台獻唱的過程。
小紅魔（レッド）
艾希莉的使魔，負責處理恐怖大宅的雜務。艾希莉的重要親友，雖然經常被艾希莉拿來指使和發洩，小紅魔自己卻很理解艾希莉的個性而顯得毫不介意。擁有變身能力，能夠變成魔法杖和掃箒給艾希莉使用，也會惡魔語言，會幫助艾希莉翻譯惡魔的說話。個性相當膽小，晚上在洗手間裡也會被鏡裡自己的倒影給嚇倒，害怕蟑螂。喜歡人類的糖果，忙碌時也會匆匆咬碎棒棒糖然後吃下。
少年庫利凱特（ヤング・クリケット）
中華風格的少年角色，曼提斯的弟子，跟隨師父學習了與作法殿的文艮有關係的「ウィー拳」，後來又學習了另一套拳法「ウィーU拳。個性認真卻有點呆頭呆腦，相有禮貌，喜歡吃肉包子。與師傅一起來到鑽石城並在此滯留，經常都會光顧城內某間中國菜館。是一名美男子，非常吸引異性。
除了本系列外，庫利凱特還有在《大家的節奏天國》中的小遊戲「カンフーボール」裡登場。
曼提斯大師（マスター・マンティス）
矮小的中華風格老人，庫利凱特的師傅，功力非常深厚，性格有點古怪且少說話，同樣喜歡吃肉包子。經常都帶著庫利凱特到處修行，在選擇修行地點方面相當隨興，會到主題公園和情侶咖啡廳修行。雖然是老人卻相當受婦人歡迎，擁有自己的粉絲團。擁有3個謎之捲軸，內容並非一般人能夠解讀，不過實際內容只是一些簡單料理的食譜。

## 次要角色
莫娜茲（モナース）
1號（象）、2號（豬）、3號（猴）。
肯（ケン）
小犬一隻，職業為新聞報導員，多次在新聞裡報導遊戲熱賣的盛況，每次均會以「いいのかー！?」作結，此外也有當過流行音樂節目主持和體育旁述員。
系列作裡還會出現其他與肯一樣是小犬的同事。
蹦羅（PYORO/ピョロ)
本遊戲故事內的熱賣遊戲《PYORO》的主角，是一隻紅色小鳥。遊戲裡可以把舌頭伸得很長去吃下豆子、小蟲等食物，通常都只能在地上走，但是《舞動》裡的小遊戲《PYORO S》裡卻能夠飛行。
因為《PYORO》並非瓦利歐公司製作的關係，不會在瞬間小遊戲內登場，然而多數作品均有收錄最少一個《PYORO》系列的遊戲。
喬店長（ジョー店長）
每集均有登場的角色。職業為商家的犬，聲稱其家族除了自己外全部都是當寵物犬，喜歡綁上粉紅色絲帶的女性（理由是其初戀情人有佩帶這個）。每集都會有不同種類的店鋪出現（《初代》是意式冰淇琳店，《集合！》是西餐廳，《轉轉》及《摸摸》是披薩店，《舞動》是中華料理攤擋，《Game & Wario》是新聞社，《豪華版》是時裝店和夜間舞廳），此外也有當過體育旁述員和探險隊助手兼攝影師。《舞動》裡擁有作法殿一帶的土地持有權，知道作法殿內的小生物「スプランクス」的性格均非常凶暴不能惹。
過往作品都很矮，到了《豪華版》其身高忽然變成比莫娜還要高少許。
宇宙兔（宇宙ウサギ）
兔子般的外星人。會相當勤力工作，主要食糧是一種遇熱會蒸發的宇宙蘿蔔，會把工作賺到的錢全部拿來買宇宙蘿蔔充飢。有不少宇宙兔子負責在宇宙各地執勤以守護宇宙和平，也有一些會在地球裡工作，也有幾隻為奧布倫所僱用。
日後在《節奏天國》系列裡成為了常見角色，《豪華版》的宇宙兔子也改成了《節奏天國》的造型。
Mr. Game & Watch
源自各款《Game & Watch》遊戲機的角色，本系列裡採用了《任天堂明星大亂鬥》的造型。在遊戲裡通常都是以觀眾的身份大量出現。
瓦內薩（うたひめ バネッサ）
《摸摸》裡登場，瓦內薩正在她家看電視節目「耳朵糖果（Ear Candy）」，看看當前的音樂排行榜，相信她仍然會排名第一。然而，當她得知自己已經滑落到第二名，被莫娜和熱切片超越時，她感到憤怒和嫉妒。當她聽說莫娜和她的樂隊將在「霍特之家（ライブハウス さち）」表演時，恐龍樂隊和她一起用鷹機甲攻擊莫娜，阻止她去「霍特之家」表演。
スプランクス
《舞動》裡登場的謎之小生物，看似是小鳥，有三種不同的顏色。在作法殿一帶出現，負責保護作法棒，只要有人搶走或胡亂使用作法棒就會對那個人窮追不捨。
露露（ルールー）
《豪華版》裡的重要角色，住在「ラックス村」的小女孩，在瓦利歐舉辦的遊戲大會內出現的原因是要奪回被瓦利歐搶走，本為ラックス村的寶物的大壼。雖然個子矮小但是運動神經相當發達，胃口也相當大，嗜食是燒肉丸和果仁曲奇，吃飽後就會渴睡。頭上的大絲帶其實是一個背包般的大容量儲物空間。在瓦利歐的遊戲比賽的決賽裡亂入會場內，跳上瓦利歐的熱氣球阻止他的干擾魔法，在瓦利歐輸掉後要求瓦利歐交回頭上的壼並遭拒絕，不過露露以水槍把直射下來後表明那個壼是馬桶後，瓦利歐便吃了一驚並乖乖把壼還給她。回村後，村長卻告知露露他已經訂購了一個高科技馬桶。
十三安培（サーティーンアンプ）
《豪華版》裡登場，該集裡剛搬進鑽石城居住，是一名高校生，同時也是一名饒舌歌手兼DJ，不過這一切都是瞞著不准她當DJ的父母進行，在家裡會假裝成愛讀書的內向少女。在十八伏特的故事裡搶走了路邊的浣熊小孩的任天堂3DS，看中了十八伏特並與他來了一場饒舌歌對戰，輪掉後認定了十八伏特是其競敵並因此相識。此外也有在喬店長的舞廳裡演奏DJ音樂。
库莉娜（クリナ）
《豪華版》裡登場，在克萊格博士的研究所工作。
琪卡达 （シカーダ）
《豪華版》裡登場，經常同庫利凱特鬥是誰最強。
里欧（レオ）
《分享同樂！》裡登場，同卡特&安娜一樣都是忍者。